# Giải vô địch bóng đá U-20 thế giới 2021
Giải vô địch bóng đá U-20 thế giới 2021 (tiếng Anh: 2021 FIFA U-20 World Cup) sẽ là lần thứ 23 của Giải vô địch bóng đá U-20 thế giới, giải vô địch bóng đá trẻ nam quốc tế hai năm một lần được tranh tài bởi các đội tuyển U-20 quốc gia của các hiệp hội thành viên FIFA, kể từ khi thành lập vào năm 1977 như Giải vô địch bóng đá trẻ thế giới. Giải sẽ được tổ chức bởi Indonesia trong khoảng thời gian từ tháng 5 đến tháng 6 năm 2021, đây sẽ là lần đầu tiên Indonesia tổ chức một giải đấu FIFA.
Ukraina là đương kim vô địch. Giải đấu sau đó đã bị hủy.

## Lựa chọn chủ nhà
Indonesia đã được công bố là chủ nhà sau cuộc họp của Hội đồng FIFA vào ngày 24 tháng 10 năm 2019 ở Thượng Hải, Trung Quốc. Hai quốc gia đã xếp hàng để tổ chức giải đấu.
- Indonesia (AFC)

Indonesia chưa bao giờ tổ chức bất kỳ giải đấu FIFA nào, tuy nhiên đã tổ chức Cúp bóng đá châu Á 2007 cùng với Thái Lan, Malaysia và Việt Nam, Đại hội Thể thao châu Á 1962 và Đại hội Thể thao châu Á 2018.
- Peru (CONMEBOL)

Peru đã tổ chức một giải đấu FIFA: Giải vô địch bóng đá U-17 thế giới 2005. Ban đầu, họ đã giành được quyền đăng cai Giải vô địch bóng đá U-17 thế giới 2019 nhưng sau đó đã bị FIFA rút lui.
Rúi lui hồ sơ dự thầu
- Myanmar /  Thái Lan (AFC)

Cuộc đấu thầu chung giữa Myanmar và Thái Lan đã rút khỏi sự ủng hộ của cuộc đấu thầu Malaysia vào ngày 27 tháng 8 năm 2019. Thái Lan đã tổ chức Giải vô địch bóng đá nữ U-19 thế giới 2004 và Giải vô địch bóng đá trong nhà thế giới 2012 trong khi Myanmar chưa bao giờ tổ chức bất kỳ giải đấu FIFA nào.
- Bahrain /  Ả Rập Xê Út /  Các Tiểu vương quốc Ả Rập Thống nhất (AFC)

Cuộc đấu thầu chung của Bahrain, Ả Rập Xê Út và UAE đã bị loại khỏi danh sách các nhà thầu Giải vô địch bóng đá U-20 thế giới vào ngày 4 tháng 9 năm 2019. Bahrain chưa bao giờ tổ chức bất kỳ giải đấu FIFA nào. Ả Rập Xê Út đã tổ chức bốn giải đấu FIFA, ba giải đấu cuối cùng là ba kỳ giải đầu tiên của Cúp Liên đoàn các châu lục, ban đầu là Cúp nhà vua Fahd, được đặt theo tên của vị vua thời bấy giờ là Xê Út. Các Tiểu vương quốc Ả Rập Thống nhất đã tổ chức bảy giải đấu FIFA, cụ thể là Giải vô địch bóng đá bãi biển thế giới 2009, Giải vô địch bóng đá U-17 thế giới 2013 và gần đây nhất là Giải vô địch bóng đá các câu lạc bộ thế giới 2018, Cúp câu lạc bộ thế giới thứ tư mà họ đã tổ chức. Ả Rập Xê Út và UAE cũng là những quốc gia duy nhất trong quá trình đấu thầu đã tổ chức Giải vô địch bóng đá U-20 thế giới trước đó, trong năm 1989 và năm 2003 tương ứng.
- Brasil (CONMEBOL)

Brasil đã tổ chức bốn giải đấu bóng đá nam FIFA: các giải vô địch bóng đá thế giới 1950 và năm 2014, Giải vô địch bóng đá các câu lạc bộ thế giới 2000 và sẽ tổ chức Giải vô địch bóng đá U-17 thế giới 2019. Nó cũng đã tổ chức Giải vô địch bóng đá trong nhà thế giới 2008 và nhiều kỳ của Giải vô địch bóng đá bãi biển thế giới, gần đây nhất là vào năm 2007. Brasil đã rút lui vào ngày 23 tháng 10 năm 2019 do cơ hội thấp hơn theo mạng Rede Globo của Brasil.

## Địa điểm
Hiệp hội bóng đá Indonesia (PSSI) đã đề xuất 10 sân vận động trên khắp 10 thành phố ở 7 tỉnh và hai múi giờ. Bốn địa điểm trong số họ được nằm vị trí trong các huyện thay vì các thành phố; sân vận động Wibawa Mukti ở Cikarang (huyện Bekasi), sân vận động Pakansari ở Cibinong (huyện Bogor), sân vận động Jalak Harupat ở Soreang (huyện Bandung), và sân vận động Kapten I Wayan Dipta ở Gianyar (huyện Gianyar) – địa điểm được đề xuất duy nhất nằm ngoài múi giờ WIB (UTC+7). Tám địa điểm được nằm vị trí ở đảo Java (bốn địa điểm trong số đó được xây dựng bên trong vùng đô thị Jakarta), một địa điểm ở Sumatra, và một địa điểm ở Bali. Tây Java có nhiều địa điểm được đề xuất nhất với bốn địa điểm; ở Cikarang, Cibinong, Soreang, và thành phố Bekasi (sân vận động Patriot).
Trong số những địa điểm này, sáu địa điểm sẽ được chọn để cuối cùng tổ chức giải đấu. Thông báo này đã được tổ chức vào tháng 3 năm 2020, nhưng do đại dịch COVID-19 nên đã bị hoãn lại đến cuối năm đó. Vào ngày 26 tháng 6 năm 2020, PSSI đã công bố 6 địa điểm được chọn. Tất cả các địa điểm ở Tây Java nhưng Soreang đã không được chọn, cùng với sân vận động Mandala Krida ở Yogyakarta. Việc lựa chọn được cho là sẽ được FIFA phê duyệt vào cuối năm đó.
| Sân vận động Gelora Bung Karno                                                                     | Sân vận động Gelora Bung Tomo     | Sân vận động Jalak Harupat    |
| Sức chứa: 77.193                                                                                   | Sức chứa: 45.134                  | Sức chứa: 30.000              |
| |                                   |                               |
| JakartaPalembangBandungSurabayaSurakartaGianyarGiải vô địch bóng đá U-20 thế giới 2021 (Indonesia) |                                   |                               |
| Surakarta                                                                                          | Gianyar                           | Palembang                     |
| Sân vận động Manahan                                                                               | Sân vận động Kapten I Wayan Dipta | Sân vận động Gelora Sriwijaya |
| Sức chứa: 20.000                                                                                   | Sức chứa: 18.000                  | Sức chứa: 23.000              |
| |                                   |                               |

## Phát triển và chuẩn bị
Chính phủ Indonesia đã thành lập ban tổ chức giải đấu với tên gọi Ban tổ chức Giải vô địch bóng đá U-20 thế giới Indonesia (INAFOC). Trong cuộc họp nội các vào ngày 1 tháng 7 năm 2020, tổng thống Indonesia Joko Widodo đã bổ nhiệm Bộ trưởng Thanh niên và Thể thao Zainudin Amali làm chủ tịch ủy ban.